# Katex
Katex är en ort i Azerbajdzjan.   Den ligger i distriktet Balakən Rayonu, i den nordvästra delen av landet, 300 km nordväst om huvudstaden Baku. Katex ligger 381 meter över havet och antalet invånare är 7 432.
Terrängen runt Katex är varierad. Närmaste större samhälle är Zaqatala, 8,2 km öster om Katex.
I omgivningarna runt Katex växer i huvudsak lövfällande lövskog. Runt Katex är det ganska tätbefolkat, med 80 invånare per kvadratkilometer.